# Гилоцереус волнистый
Гилоцереус волнистый, или Гилоцереус извилистый (лат. Hylocereus undatus), — крупный лазящий или стелющийся кактус, вид рода Гилоцереус (Hylocereus), один из наиболее известных видов рода. Сельскохозяйственная культура, выращиваемая во многих странах мира: плоды этого вида съедобны, известны под общим для нескольких видов гилоцереуса названием питайя, или питахайя; плоды гилоцереуса волнистого иногда называют красной питайей.

## Распространение
По одним данным, естественный ареал вида — Мексика, Центральная Америка; по другим данным, естественный ареал вида неизвестен. Во многих странах по всему миру, особенно там, где его культивируют, растение натурализовалось.

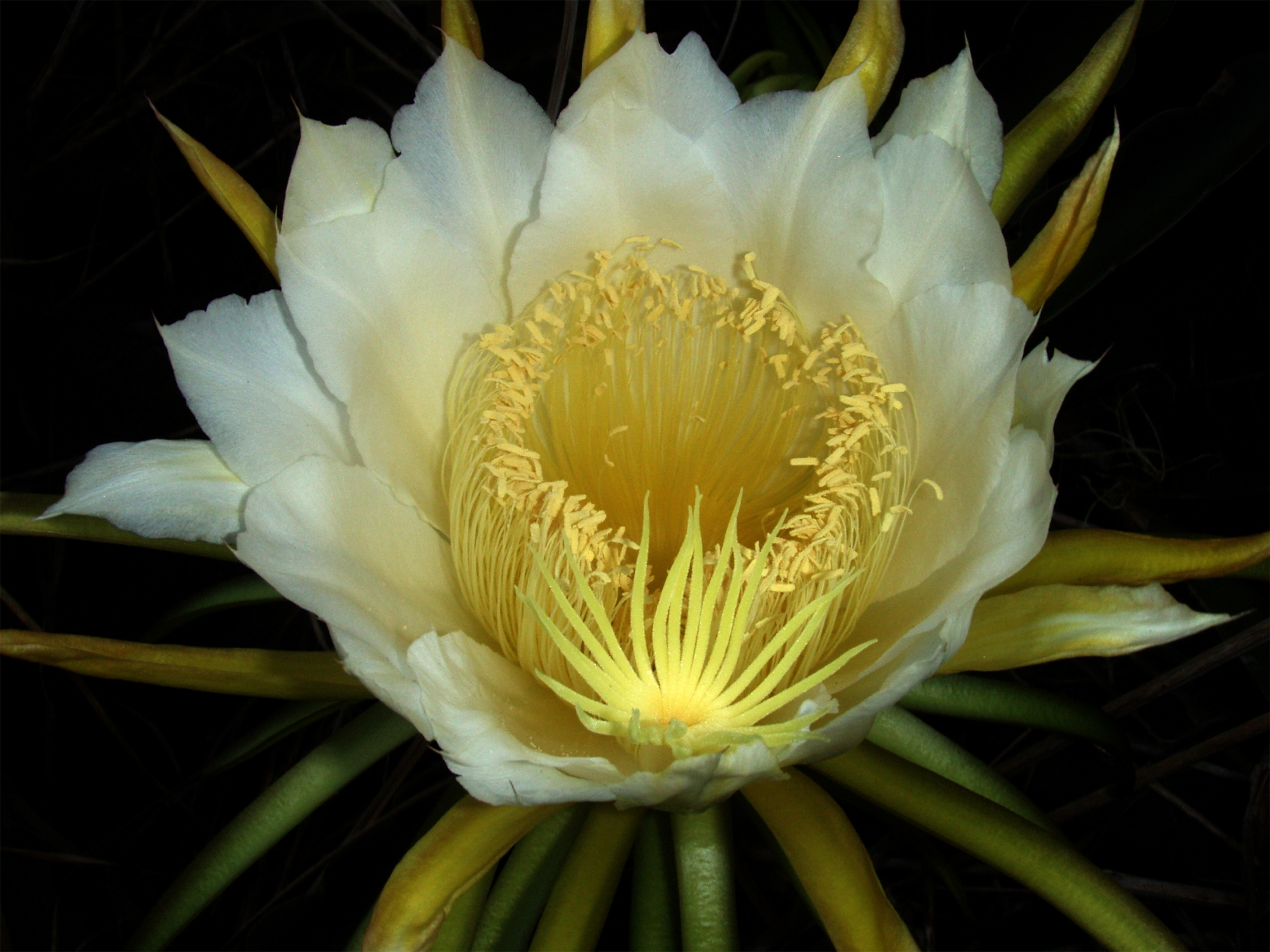
Цветок гилоцереуса волнистого крупным планом

## Биологическое описание

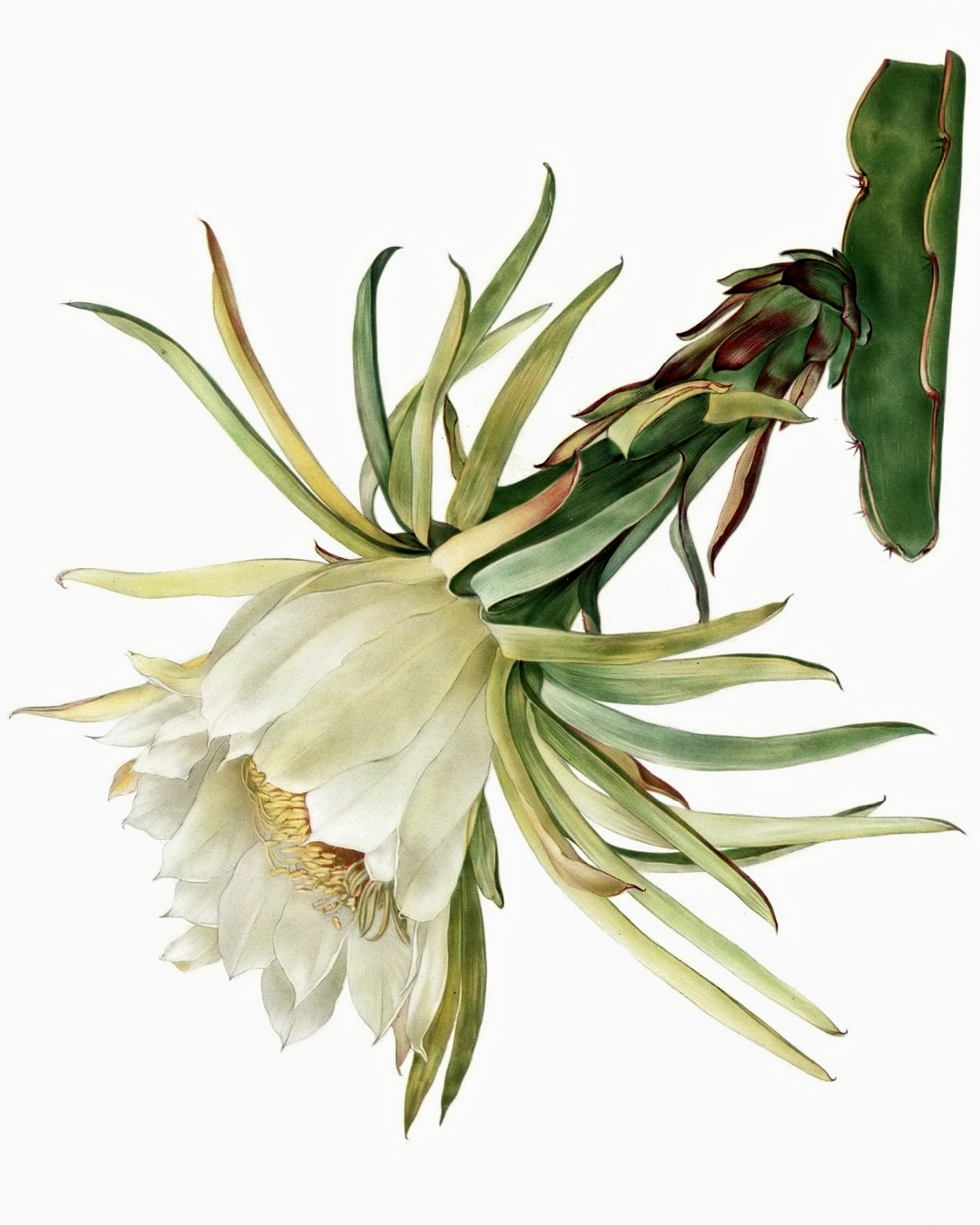
Цветок гилоцереуса волнистого. Ботаническая иллюстрация Мэри Эмили Итон из второго тома работы Натаниэля Бриттона и Джозефа Роуза The Cactaceae (1920)

Лазящие или стелющиеся крупные лесные кактусы; могут взбираться на деревья, если у них появляется такая возможность. Взрослые растения — высотой от 3 до 15 м.
Стебли тёмно-зелёные, диаметром от 3 до 8 см (иногда до 12 см), с многочисленными воздушными корнями, с большим числом члеников: их число может достигать двадцати и даже пятидесяти штук. Стебли обычно крылатые, реже угловые (то есть состоящие из двух рёбер, расположенных под углом друг к другу). Крылья высокие, тонкие, края крыльев крупногородчатые, рогоподобные.
Ареолы — от 2 до 5 мм в диаметре, расположены друг от друга на расстоянии от 3 до 6 см, в каждой ареоле — от одной до трёх (иногда до 6 штук) разнонаправленных колючек серо-коричневого цвета. Длина колючек — от 2 до 5 мм (иногда до 10 мм), их форма может быть различной — от конической до шиловидной.
|                                                                                                 |  |
| Гилоцереус волнистый: растение в конце цветения; это же растение с плодами через полтора месяца |  |

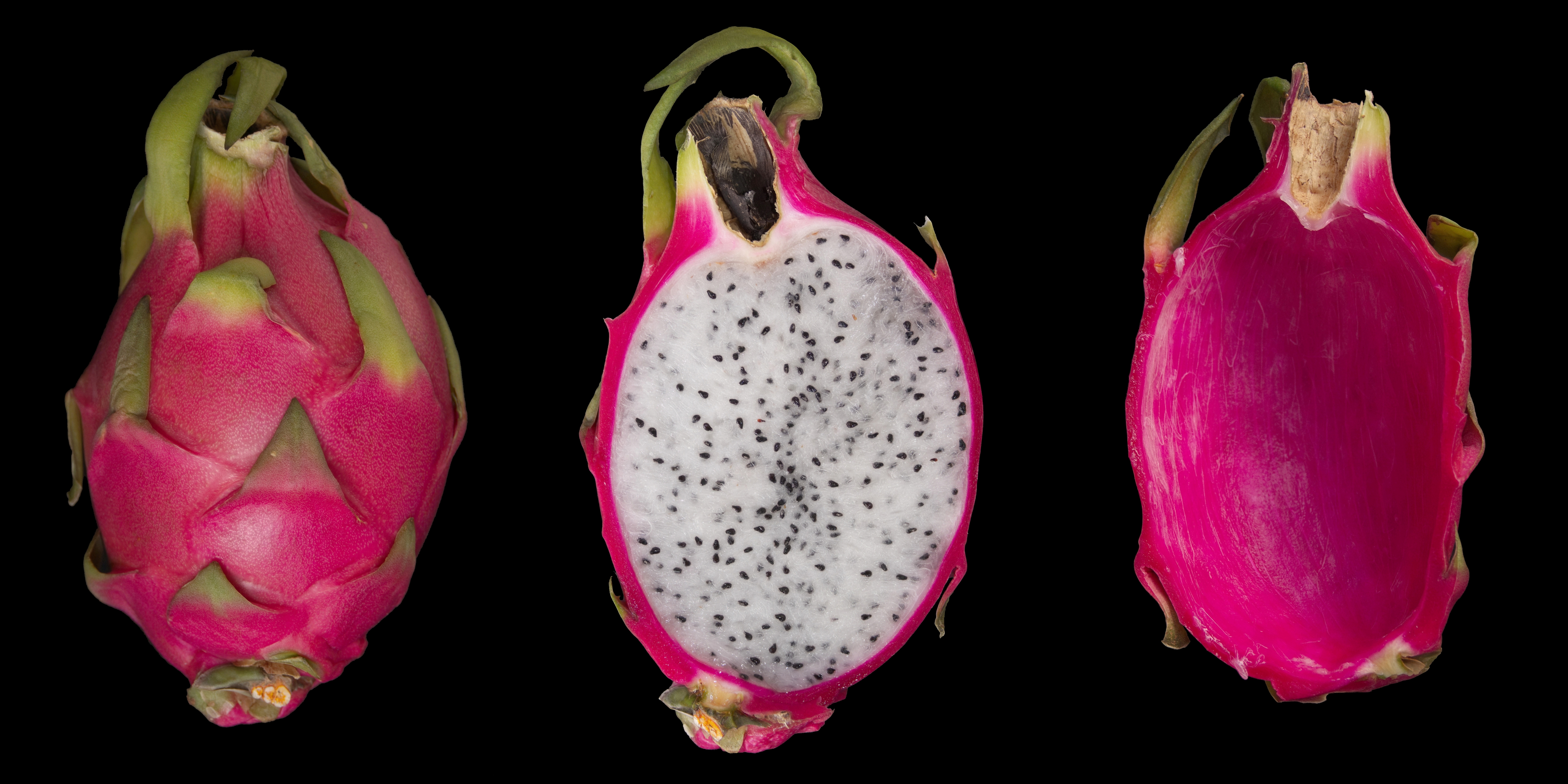
Плод гилоцереуса волнистого: общий вид, в разрезе (видны многочисленные чёрные семена в белой мякоти), в разрезе с удалённой мякотью

Цветки крупные, длиной до 25—30 см и диаметром около 20 см; открываются ночью, ароматные. Цветочная трубка воронкообразная, без колючек, покрыта чешуйками. Чёткой дифференциации листочков околоцветника на чашелистики и лепестки нет. Листочки чашечковидной части околоцветника — с зеленоватой центральной жилкой и белым (большей частью) краем, с заострёнными верхушками, отогнутые, по форме — от ланцетно-линейных до линейных, от 10 до 15 см в длину и от 1 до 1,5 см в ширину, с цельным краем. Листочки венчиковидной части околоцветника — белые, узко-обратноланцетовидные.
Плоды красные, шаровидные или эллипсоидальные, длиной от 7 до 12,5 см и диаметром от 6 до 12 см, с многочисленными треугольными чешуйками; мякоть белая, с многочисленными чёрными семенами. Семена обратнояйцевидные, размером примерно 2 × 1 мм. Время цветения — с июля по декабрь (по другим данным, может цвести круглогодично).
Число хромосом: 2n = 22.

## Культивирование, использование
Растение культивируется во многих регионах земного шара, в том числе в тропической Азии, на востоке Австралии, в Южной Америке.
В Китай этот вид был впервые завезён в 1645 году. Культивируется в Китае как ради съедобных плодов, так и в качестве растения для создания живых изгородей. На юге страны, в провинции Гуандун, цветки гилоцереуса волнистого употребляют в пищу, добавляя их в овощные супы. В открытом грунте растение пригодно для выращивания в зонах морозостойкости с 10 по 12.
См. также раздел «Культивирование в закрытых помещениях» статьи Гилоцереус.